# Goua de Michou
Le Goua de Michou, est un cours d'eau qui traverse les départements des Pyrénées-Atlantiques et des Hautes-Pyrénées.

## Géographie
Il prend sa source sur la commune de Pontacq (Pyrénées-Atlantiques) et se jette dans le Gabas à Luquet (Hautes-Pyrénées).

### Pyrénées-Atlantiques
- Barzun
- Livron
- Pontacq

### Hautes-Pyrénées
- Gardères
- Luquet